# 사카모토 가케루
사카모토 가케루(일본어: 坂本 翔, 2000년 9월 6일~)는 일본의 축구 선수이다.

## 구단 경력
그는 2023년 J3리그의 기라반츠 기타큐슈에 입단했다.